# Ludwig von Mises
Ludwig Heinrich Edler von Mises, född 29 september 1881 i Lemberg i Österrike-Ungern (nuvarande Lviv, Ukraina), död 10 oktober 1973 i New York, var en österrikisk nationalekonom. Han var student till de österrikiska ekonomerna Carl Menger och Eugen von Böhm-Bawerk och blev känd som en av de mest framträdande av Österrikes ekonomer. 
På det politiska fältet var Mises liberal och för sitt motstånd mot socialismen fick han benämningen "The Last Knight of Liberalism". Hans böcker brändes på bokbål i Nazityskland och var förbjudna i Sovjetunionen. Ludwig von Mises var bror till matematikern och vetenskapsteoretikern Richard von Mises.

## Biografi

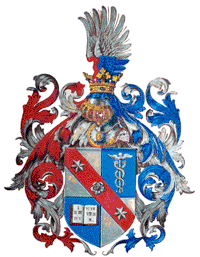
Vapen för ätten von Mises tilldelat Ludwig von Mises' farfars far, Mayer Rachmiel Mises, då denne 1881 adlades av kejsar Frans Josef I av Österrike. Element från vapnet används bland annat av Ludwig von Mises-institutet i Sverige.

Mises föddes i Lviv och växte upp med sin familj i Wien under 1800-talet. Fadern var en framgångsrik företagare och modern var en kulturell judinna. 
Redan som 20-åring lyckades Mises som då studerade vid Wiens universitet få en artikel publicerad, där han med hjälp av sina goda språkkunskaper genomfört ett historiskt arbete. Efter det började han studera under Eugen von Böhm-Bawerk. Formellt undervisades Mises i juridik, då universitetet inte hade en separat institution för nationalekonomi. 
År 1912 publicerade Mises sin första bok, Theorie des Geldes und der Umlaufsmittel, på svenska ungefärligt Teorin om pengar och omloppsmedel. Mises utvecklar i boken Carl Mengers teori om pengar genom att använda sig av Mengers subjektiva värdeteori för att analysera pengar. Detta hade inte gjorts tidigare då det fanns en tro att den subjektiva värdeteorin inte gällde för pengar, något Mises syftade till att motbevisa. (Se #Pengar) 
Han undervisade på universitetet i Wien mellan 1913 och 1934 samtidigt som han var rådgivare till den österrikiska regeringen. Under denna tid lyckades Mises hjälpa den österrikiska regeringen att hindra den österrikiska inflationen innan den blev lika allvarlig som den i Tyskland. Mises deltog även i första världskriget där han var en soldat i den österrikiska-ungerska armén. 
År 1919 utkom Mises andra bok, Nation, State and Economy ut. Det var dock boken efter det som skulle göra honom känd. År 1920 publicerade Mises artikeln Economic Calculation in the Socialist Commonwealth och 1922 släpptes boken Socialism som utvecklar idéerna i artikeln. Mises presenterade ett helt nytt problem med gemensamt ägande av produktionsmedlen, socialism, som ingen hade insett förut. Incitamentsproblemet (att ingen vill göra skitjobbet i en socialistisk ekonomi) var redan känt sedan tidigare men Mises teori var helt ny även om han snuddat vid den i Teorin om pengar och påhittade medel.
Mises hävdade att eftersom det inte finns någon handel i en socialistisk ekonomi då en aktör äger allting kommer inte kapitalpriser att kunna uppstå. Därmed kommer ekonomisk kalkylering vara omöjligt och kaos kommer att följa. Nobelpristagaren och den österrikiske ekonomen Friedrich Hayek beskrev detta argument som det som övertygade honom om att socialismen var en omöjlighet. Hayek sa följande om boken: "Socialism promised to fulfill our hopes for a more rational, more just world. And then came this book. Our hopes were dashed. 'Socialism' told us that we had been looking for improvement in the wrong direction."
År 1934 var Mises tvungen att lämna Österrike då nazisterna invaderat. Alla manuskript Mises tvingats att lämna efter sig brändes men Mises lyckades fly till Schweiz. Senare tvingades Mises att tillsammans med sin fru Margit fly från Schweiz till USA dit han skulle anlända utfattig. I USA skulle Mises aldrig få en betald lärarposition utan fick betalt från olika stipendier för att undervisa på New York University. Mises fick hjälp från vänner såsom Henry Hazlitt att etablera sig i USA och skulle aldrig återvända till Europa. År 1949 publicerades hans Magnum Opus Human Action.
Mises avled 1973 i New York. År 1982 grundade Mises förläggare Lew Rockwell Mises Institute med syfte att sprida Mises idéer och den österrikiska ekonomin.

## Mises bidrag till den ekonomiska vetenskapen

### Praxeologi
Ekonomin hade fram till 1900-talet dominerats av en deduktiv syn på disciplinen. Ekonomer resonerade sig fram från givna axiom för att kunna dra slutsatser om mänskligt agerande och ekonomi. Mises bidrag till den epistemologiska grunden för ekonomin bestod i att han uppmärksammade detta som tidigare bara varit intuitivt och systematiserade det. Han benämnde detta praxeologi, vetenskapen om mänskligt handlande.

### Pengar
Den österrikiska skolans pengateori framlades först av Carl Menger i Principles of Economics. Menger argumenterade för att pengar uppstår på en fri marknad, utan att staten är delaktig. Mises utvecklade denna teori och argumenterade för att det inte finns något annat sätt för pengar att uppstå. Han tillämpade marginalnyttan på pengar, då han ansåg att det inte finns någon dikotomi mellan mikroekonomi och makroekonomi, och att makroekonomin lyder under samma lagar och kan studeras på samma sätt som mikroekonomin. (Denna syn delas av andra österrikare.) Mises menade att efterfrågan på pengar beror på osäkerhet om framtiden. I den jämnt roterande ekonomin skulle det inte finnas något behov för att inneha pengar, eftersom alla skulle veta exakt vad de vill köpa och vad säljarna vill köpa i framtiden. I ett sådant scenario skulle byteshandel vara mer praktiskt än pengar.
Den jämnt roterande ekonomin existerar emellertid inte i verkligheten, och alla har därför ett behov av att inneha pengar. När penningmängdens storlek ändras, följer behovet att inneha pengar efter, eftersom priserna förändras. Mises definierar inflation som en ökning i penningmängden. Han menar att den vanliga definitionen, en stigande prisnivå, är värdelös då den är omöjlig att tillämpa utan att bryta mot principen om metodologisk individualism, och "prisnivån" hela tiden förändras när efterfrågan gör det. Att definiera inflation eller deflation som en svängning större än ett visst procenttal skulle vara godtyckligt och inte hjälpa nationalekonomin över huvud taget. Denna definition bidrar även till att försvåra studiet av en av de oundvikliga konsekvenserna av att inflatera penningmängden. Mises menade att eftersom vissa människor får de nyskapade pengarna före andra, så kommer de att bli rikare, men på alla andras bekostnad.

### Konjunkturcykler
Enligt Mises och efterföljande österrikare beror konjunktur på kreditexpansion. När en bank, oftast centralbanken, expanderar krediten, utan att ökat sparande har skett, skapas en illusion av att tillgången på kapitalvaror är större än vad den är och marknadsräntan sjunker. Detta leder till felinvesteringar. En högkonjunktur råder, företag nyanställer och nyinvesterar. När kreditexpansionen upphör, vilket den enligt Mises måste göra, om pengasystemet inte ska kollapsa helt, uppdagas dessa felinvesteringar och en lågkonjunktur börjar. Lågkonjunkturen anses vara en återjusteringsprocess, där felinvesteringarna rättas till. Depressionen i USA på 1930-talet berodde alltså enligt österrikarna på den amerikanska centralbankens expansiva kreditpolitik. Österrikiska nationalekonomer menar att lågkonjunkturen är oundviklig och alla försök att undvika den kommer bara göra den värre. Det enda sättet att minska lågkonjunkturens verkningar är enligt dem att omedelbart upphöra med kreditexpansion, eftersom fortsatt kreditexpansion bara leder till fler felinvesteringar. Mises påstår att lågkonjunkturen skall ses som framsteg och högkonjunkturen som bakslag, eftersom högkonjunkturen för produktionen bort från vad den borde vara, från konsumenternas perspektiv, och lågkonjunkturen är en återjustering av produktionen.
Mises argumenterade för att alla andra teorier om konjunkturcykler måste erkänna den österrikiska teorin.

### Det socialistiska kalkyleringsproblemet
1920 publicerade Mises artikeln Die Wirtschaftsrechnung im Sozialistischen Gemeinwesen, Economic Calculation in the Socialist Commonwealth. I artikeln framför han påståendet att eftersom en socialistisk ekonomi, med vilket menas en ekonomi där alla produktionsmedel ägs av kollektivet, eller staten, inte har någon marknadsekonomi för produktionsmedel och priser är ett marknadsfenomen, så kan det inte existera några priser på produktionsmedel. Detta medför att bokföring blir omöjlig, eftersom man inte kan räkna på sina kostnader. Det blir därför omöjligt för centralplanerarna att veta hur olika kapitalvaror ska kombineras för att mest effektivt kunna producera en konsumtionsvara.

### Marknadsregleringar
Mises argumenterade för att interventioner som regleringar, skatter och priskontroller alltid får motsatt effekt. Till exempel får ett pristak på mjölk, infört för att ge fattigare ökad tillgång till mjölk, rakt motsatta konsekvenser och minskar utbudet för alla. Detta gällde även för regleringar av pengar.

## Mises som utilitarist
Mises var utilitarist och förkastade tanken på en naturrätt. Mises försvarade likhet inför lagen med utilitaristiska argument. Han var även anhängare av ett representativt, demokratiskt statsskick eftersom han ansåg att det tillät ändringar i lagar utan blodiga revolutioner och statskupper. Han var motståndare till anarkismen såsom den framfördes av tänkare såsom Pjotr Kropotkin och såg staten som nödvändig för ett välfungerande samhälle. Han poängterade dock flera gånger att "staten är motsatsen till frihet", och om det var möjligt att ha ett samhälle utan stat, så skulle detta vara tvunget att införas. Flera av hans efterföljare, exempelvis Murray Rothbard och Hans-Hermann Hoppe, är istället anarkokapitalister. Han såg secessionism som en viktig del av liberalismen.
Mises var även drogliberal. Hans argument för detta är att om staten finns till för att skydda individen från sin egen dumhet och från att skada sig själv, varför förbjuder man då inte dåliga böcker och dåliga ideologier? Tolerans är enligt Mises en liberal dygd. En fri människa måste tolerera sina medmänniskors val att leva som han anser vara fel.